# آن وليامز (مختصة في الدراسات القروسطية)
آن وليامز (بالإنجليزية: Ann Williams)‏ هي مختصة في الدراسات القروسطية ‏ بريطانية، ولدت في 13 يناير 1937.